# Shō Aikawa
Shō Aikawa (哀川 翔, Aikawa Shō), né Iehiro Fukuchi le 24 mai 1961 à Tokushima au Japon, est un acteur japonais. Il est notamment l'un des acteurs fétiches de Takashi Miike et de Kiyoshi Kurosawa.

## Biographie
Sa fille, Momoko Fukuchi, est également actrice.

## Filmographie partielle

### Comme réalisateur
- 1995 : Bad Guy Beach

### Comme acteur

#### Cinéma
- 1990 : Shiroi te (白い手?) de Seijirō Kōyama : Kenji Ichihara
- 1991 : Fukuzawa Yukichi (福沢諭吉?) de Shin'ichirō Sawai
- 1991 : L'Été des jeunes lions (獅子王たちの夏, Shishiōtachi no natsu?) de Banmei Takahashi
- 1992 : Torarete tamaruka (とられてたまるか?) de Banmei Takahashi et Sadaaki Haginawa
- 1993 : Torarete tamaruka 2 (とられてたまるか２?) de Banmei Takahashi
- 1993 : Shishiōtachi no saigo (獅子王たちの最后?) de Banmei Takahashi
- 1994 : Torarete tamaruka: Kan (とられてたまるか！！ 完?) de Banmei Takahashi
- 1994 : La Tristesse du bâton (棒の哀しみ, Bō no kanashimi?) de Tatsumi Kumashiro
- 1994 : A New Love in Tokyo (愛の新世界, Ai no shin sekai?) de Banmei Takahashi
- 1997 : Onibi, le démon (鬼火, Onibi?) de Rokurō Mochizuki
- 1997 : L'Anguille (うなぎ, Unagi?) de Shōhei Imamura
- 1997 : The Revenge: The Scar That Never Fades (復讐 消えない傷痕, Fukushū: Kienai kizuato?) de Kiyoshi Kurosawa
- 1997 : Rainy Dog (極道黒社会, Gokudō kuroshakai?) de Takashi Miike
- 1998 : Blood de Kosuke Suzuki
- 1998 : Le Chemin du serpent (蛇の道, Hebi no michi?) de Kiyoshi Kurosawa
- 1998 : Les Yeux de l'araignée (蜘蛛の瞳, Kumo no hitomi?) de Kiyoshi Kurosawa
- 1998 : License to Live (ニンゲン合格, Ningen gōkaku?) de Kiyoshi Kurosawa
- 1999 : Ley Lines (日本黒社会, Nihon kuroshakai?) de Takashi Miike
- 1999 : Dead or Alive (DEAD OR ALIVE:犯罪者, Deddo oa araibu: Hanzaisha?) de Takashi Miike
- 2000 : Shin jingi naki tatakai (新・仁義なき戦い?) de Junji Sakamoto
- 2000 : Dead or Alive 2 (DEAD OR ALIVE 2 逃亡者, Dead or Alive 2: Tōbōsha?) de Takashi Miike
- 2001 : Kaïro (回路, Kairo?) de Kiyoshi Kurosawa
- 2001 : Rush! de Takahisa Zeze
- 2002 : Dead or Alive 3 de Takashi Miike
- 2002 : Shangri-La (金融破滅ニッポン 桃源郷の人々, Kin'yū hametsu Nippon: Tōgenkyō no hito-bito?) de Takashi Miike
- 2002 : Yomigaeri (黄泉がえり?) de Akihiko Shiota
- 2003 : Gozu (極道恐怖大劇場 牛頭 ＧＯＺＵ, Gokudō kyōfu dai-gekijō: Gozu?) de Takashi Miike
- 2004 : Zebraman (ゼブラーマン, Zeburāman?) de Takashi Miike
- 2006 : Waru (悪?) de Takashi Miike
- 2006 : Sun Scarred (太陽の傷, Taiyō no kizu?) de Takashi Miike

#### Télévision
- 1995 : Suit Yourself or Shoot Yourself!! The Heist (勝手にしやがれ!! 強奪計画, Katte ni shiyagare!! Gōdatsu keikaku?) de Kiyoshi Kurosawa : Yūji[1]
- 1995 : Suit Yourself or Shoot Yourself!! The Escape (勝手にしやがれ!! 脱出計画, Katte ni shiyagare!! Dasshutsu keikaku?) de Kiyoshi Kurosawa : Yūji[2]
- 1996 : Suit Yourself or Shoot Yourself!! The Loot (勝手にしやがれ!! 黄金計画, Katte ni shiyagare!! Ōgon keikaku?) de Kiyoshi Kurosawa : Yūji[3]
- 1996 : Suit Yourself or Shoot Yourself!! The Gamble (勝手にしやがれ!! 逆転計画, Katte ni shiyagare!! Gyakuten keikaku?) de Kiyoshi Kurosawa : Yūji[4]
- 1996 : Suit Yourself or Shoot Yourself!! The Nouveau Riche (勝手にしやがれ!! 成金計画, Katte ni shiyagare!! Narikin keikaku?) de Kiyoshi Kurosawa : Yūji[5]
- 1996 : Suit Yourself or Shoot Yourself!! The Hero (勝手にしやがれ!! 英雄計画, Katte ni shiyagare!! Eiyū keikaku?) de Kiyoshi Kurosawa : Yūji[6]
- 2000 : Séance (降霊, Kōrei?) de Kiyoshi Kurosawa

## Distinctions

### Récompenses
- Prix du meilleur acteur pour Le Chemin du serpent et Les Yeux de l'araignée lors des Japanese Professional Movie Awards 1998[7]

### Nominations
- Prix du meilleur acteur pour Zebraman lors des Japan Academy Prize 2005[8]